# Scyliorhinus besnardi
Espèce
Statut de conservation UICN

 DD  : Données insuffisantes
Scyliorhinus besnardi est une espèce de requins.